# Elye Wahi
Sepe Elye Wahi (* 2. ledna 2003 Courcouronnes) je francouzský profesionální fotbalista, který hraje na pozici útočníka za francouzský klub RC Lens a za francouzský národní tým do 21 let.

## Klubová kariéra

### Montpellier HSC
Wahi je odchovanec Montpellieru HSC. Svůj profesionální debut si odbyl 16. prosince 2020 v utkání Ligue 1 proti Metz (prohra 2:0)..
V A-týmu La Paillade odehrál Wahi tři celé sezóny. Především ročník 2022/23 mu vyšel po statistické stránce nejvíce, v Ligue 1 vsítil celkem 19 branek. Po sezóně byl o něj zájem v Premier League a německé Bundesligy.

### RC Lens
Wahi se však nakonec rozhodl zůstat ve Francii a přestoupil do RC Lens, s klubem podepsal smlouvu na pět let. Lens za něj zaplatilo 30 miliónů eur, dalších 5 miliónů pak může vyplatit na bonusech. Wahi se tak stal vůbec nejdražší posilou v historii klubu. V klubu měl být náhradou za Loïse Opendu, jenž se v půlce července stěhoval do Lipska.